# ماشین دیکته

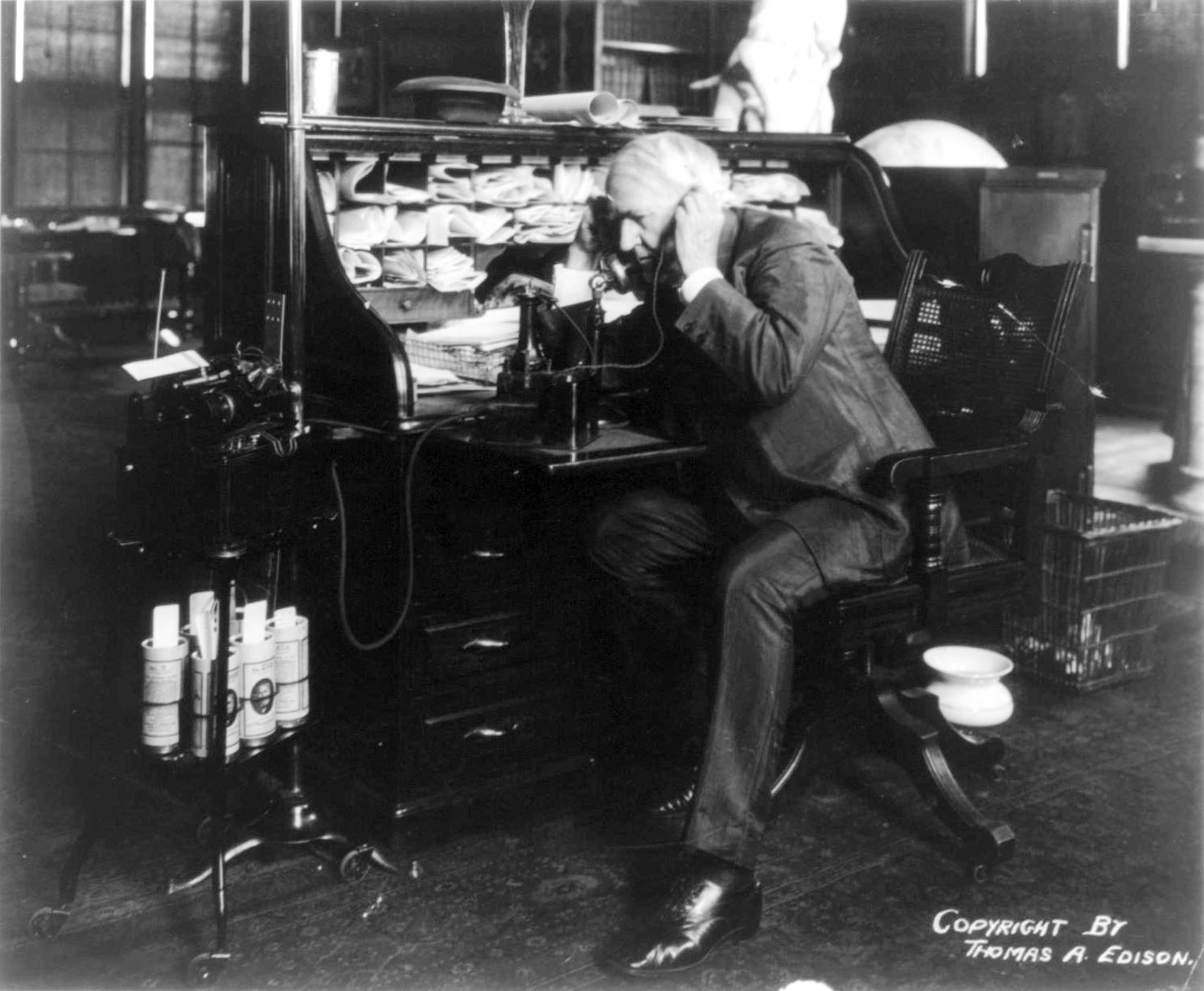
توماس آلوا ادیسون در حال استفاده از دستگاه دیکته خود

ماشین دیکته (انگلیسی: Dictation machine) یا دستگاه دیکته، دستگاهی برای ضبط صدا است، که اغلب برای ضبط گفتار به منظور تبدیل کردن آن به نوشتار و در نهایت چاپ مطالب گفته شده، استفاده می‌شود. امروزه این دستگاه تنها شامل یک ضبط صوت دیجیتال است. نخستین ماشین دیکته در سال ۱۸۷۹ توسط الکساندر گراهام بل اختراع شد و توسط شرکت دیکتافون، تولید و عرضه گردید.